# Сотира
Сотира (крим. Sotıra), Батра-Кая (крим. Batra Qaya), Сютюра (сер.грецьк. сотер, сотірас — рятівник, визволитель — на горі був храм, імовірно Христа-Спасителя) — гора в Бахчисарайському районі Криму. Висота 1172 м. Трапецієподібна лісиста вершина, незначно витягнута півн.-сх. — півд.-зах. Обриви на півн.-сх. і сх.; нагорі поляна. За 3 км на півн.-зах. від нп Многоріччя (Бахчисарай). На півн.-зах. від г. Караул-Кая II, через сідловину.
Гора Сотира знаходиться на гірському масиві Бойка, за декілька кілометрів від села Богатир Бахчисарайського району Криму. Саме там було одне з феодальних укріплень Візантійського князівства Феодоро (Дорі), де і був поставлений колись православними греками монастир Христа Спасителя.